# 长潭镇
长潭镇，是中华人民共和国广东省梅州市蕉岭县下辖的一个乡镇级行政单位。

## 行政区划
长潭镇下辖以下地区：
长潭镇社区、新泉村、白马村、高陂村、麻坑村、长潭村、长东村、百美村、堑垣村、浒竹村、上村和神岗村。